# 希望の国
『希望の国』（きぼうのくに）は、2012年10月20日に公開された日本映画。

## あらすじ
20XX年、日本の長島県の東方沖で起こった大地震により、原子力発電所が事故を起こし、原発から半径20km圏内が警戒区域に指定された。酪農家の小野泰彦一家の家は区域から外れたが、道路を隔てた鈴木家は強制的に避難させられる。かつての東日本大震災における原発事故時の政府の対応を思い出し、康彦は息子夫婦を避難させていたが、原発の状況が刻々と悪化していく中、ついに小野家を含む地域も避難区域に指定される。

## キャスト
- 小野泰彦：夏八木勲
- 小野智恵子：大谷直子
- 小野洋一：村上淳
- 小野いずみ：神楽坂恵
- 鈴木ミツル：清水優
- ヨーコ：梶原ひかり
- 志村（町役場職員）：菅原大吉
- 加藤（町役場職員）：山中崇
- 産婦人科医：河原崎建三
- 松崎：浜田晃
- 田中（警官）：大鶴義丹
- 寺山（警官）：松尾諭
- 島田（避難する住民）：吉田祐健
- 橋本（避難する住民）：並樹史朗
- ガソリンスタンドの店員：米村亮太朗
- 水島（避難所の人）：吹越満
- 谷川（避難所の人）：伊勢谷友介
- TVの中の司会者：手塚とおる
- TVの中のお笑いコンビ：ラブレターズ
- トークイベントのゲスト：田中壮太郎
- 三島（洋一の同僚）：本城丸裕
- 荒井（洋一の同僚）：深水元基
- 林（洋一の同僚）：大森博史
- ひろみ（妊婦）：占部房子
- 検問所の警官：井上肇
- TVの中の官僚：堀部圭亮
- 海辺の父親：田中哲司
- 鈴木めい子：筒井真理子
- 鈴木健：でんでん[2]
- エキストラ：武者愛子（公開当時４歳）

## スタッフ
- 脚本・監督 - 園子温
- 撮影 - 御木茂則
- 照明 - 松隈信一
- 美術 - 松塚隆史
- 装飾 - 石毛朗
- 録音 - 小宮元
- 編集 - 伊藤潤一
- 助監督 - 吉田聡
- 制作担当 - 竹岡実
- プロデューサー - 定井勇二、國實瑞恵、汐巻裕子
- ラインプロデューサー - 鈴木剛
- 共同プロデューサー - Adam Torel、James Liu
- 製作 - 「希望の国」製作委員会（キングレコード、鈍牛倶楽部、ビターズ・エンド、RIKIプロジェクト、グランマーブル、ピクチャーズデプト、マーブルフィルム）
- 共同製作 - Third Window Films、Joint Entertainment International
- 配給 - ビターズ・エンド[2]

## 受賞
- 第67回毎日映画コンクール 男優主演賞 - 夏八木勲[3][4]
- 2012年映画芸術日本映画ワーストテン第1位[5]

## 反響
2012年9月30日放送の『NHK【ETV特集】映画にできること 園子温と大震災』で『希望の国』が取り上げられた。